# Olusegun Oluwatimi
Olusegun Oluwatimi (Upper Marlboro, Maryland; 5 de agosto de 1999) apodado Olu, es un jugador profesional estadounidense de fútbol americano, se desempeña en la posición de center en Seattle Seahawks, en la National Football League (NFL).

## Carrera
Hizo su debut profesional con el equipo Seattle Seahawks, lleva jugando una temporada, comenzó en el 2023.